# Ngaio Marsh
Dame Edith Ngaio Marsh (Christchurch, 23 aprile 1895 – Christchurch, 18 febbraio 1982) è stata una scrittrice e regista teatrale neozelandese, autrice di libri gialli, molto popolare nel mondo anglosassone.
Nel 1966 è stata insignita della medaglia di Dama di Commenda (DBE, Dama di Commenda dell'Ordine dell'Impero Britannico).
Nel 1978 viene premiata con il Grand Master Award dai Mystery Writers of America.
Nel 1965 l'autrice ha pubblicato un'autobiografia, Black Beech & Honeydew
Nel 1991 la scrittrice Margaret Lewis ha dato alle stampe una biografia, Ngaio Marsh: A Life, mentre nel 2008 è uscito Ngaio Marsh: Her Life in Crime, di Joanne Drayton.

## Opere
- 1934, Giochiamo all'assassino (A Man Lay Dead), Collana I Gialli del Secolo, 1956.
- 1935, Delitto a teatro (Enter a Murderer), Roma, Elliot, 2010.[3]
- 1935, Tra bisturi e siringhe (The Nursing-Home Murder), Collana I Gialli del Secolo, 1954.
- 1936, Morire d'estasi (Death in Ecstasy), Collana Il Giallo Mondadori n.1397, 1975.[3]
- 1937, Delitto d'annata (Vintage Murder), Collana Il Giallo Mondadori n.2231, 1991.[3]
- 1938, Artisti in delitto (Artists in Crime), Collana Il Giallo Mondadori n.2249, 1992[3] e con il titolo La modella assassinata, Collana I Gialli del Secolo, 1957.
- 1938, La medaglia del Cellini (Death in a White Tie), Collana Libri gialli, Mondadori, 1939.[3]
- 1939, Ouverture per un delitto (Overture to Death), Collana I Classici del Giallo, 1999.[3]
- 1940, Morte al pub (Death at the Bar), Milano, Polillo Editore, 2004[3]
- 1940, Morte in ascensore (Death of a Peer o Surfeit of Lampreys), Collana I Gialli del Secolo, 1957; Collana I Classici del Giallo, 1993.[3]
- 1941, Morte in agguato (Death and the Dancing Footman), Roma, Elliot, 2011.[3]
- 1943, Colour Scheme
- 1945, Omicidio nella lana (Died in the Wool), Collana Il Giallo Mondadori n.2994, 2009.[3]
- 1947, Giù il sipario! (Final Curtain), Collana I Gialli del Secolo, 1957.
- 1949, Swing, Brother, Swing
- 1951, Sangue in palcoscenico (Opening Night), Collana I Gialli del Secolo, 1955.
- 1953, Vittime rituali (Spinsters in Jeopardy), Collana Il Giallo Mondadori n.3105, 2014
- 1955, Scaglie di giustizia (Scales of Justice), Collana I Classici del Giallo, Mondadori, 1995.[3]
- 1956, Rito macabro (Off with his Head), Collana I Gialli del Secolo, 1958.
- 1958, La morte canta (Singing in the Shrouds), Collana Serie Gialla, Garzanti, 1960.[3]
- 1959, Ricevimento col morto (False Scent), Collana Serie Gialla, Garzanti, 1961.[3]
- 1962, I guanti dell'assassino (Hand in Glove), Collana Il Giallo Mondadori n.3138, 2015
- 1963, Bassa marea (Dead Water), Bramante editore, 1965.[3]
- 1966, Il guanto insanguinato (Death at the Dolphin), finalista Edgar Award 1967, Collana Gialli, Rizzoli, 1967.[3]
- 1968, Complotto di bordo (Clutch of Constables), Collana Il Giallo Mondadori n.2396, 1995.[3]
- 1970, Quel giorno a Roma (When in Rome), Collana Gialli, Rizzoli, 1975.[3]
- 1972, Quella casa nella brughiera (Tied up in Tinsel), Collana Il Giallo Mondadori n.3145, 2016
- 1974, Complotto all'ambasciata (Black as He's Painted), Collana Il Giallo Mondadori n.3203, 2021
- 1977, L'isola delle ombre (Last Ditch), Collana Il Giallo Mondadori n.3209, 2021
- 1978, Errore fatale (Grave Mistake o A Grave Mistake), Collana Il Giallo Mondadori n.1656, 1980.[3]
- 1980, L'ultima fotografia (Photo-finish), Collana Il Giallo Mondadori n.3223, 2023
- 1982, La tragedia scozzese (Light Thickens), trad. di Mauro Boncompagni, Collana Il Giallo Mondadori n.3251, maggio 2025